# Sobieski (vodka)

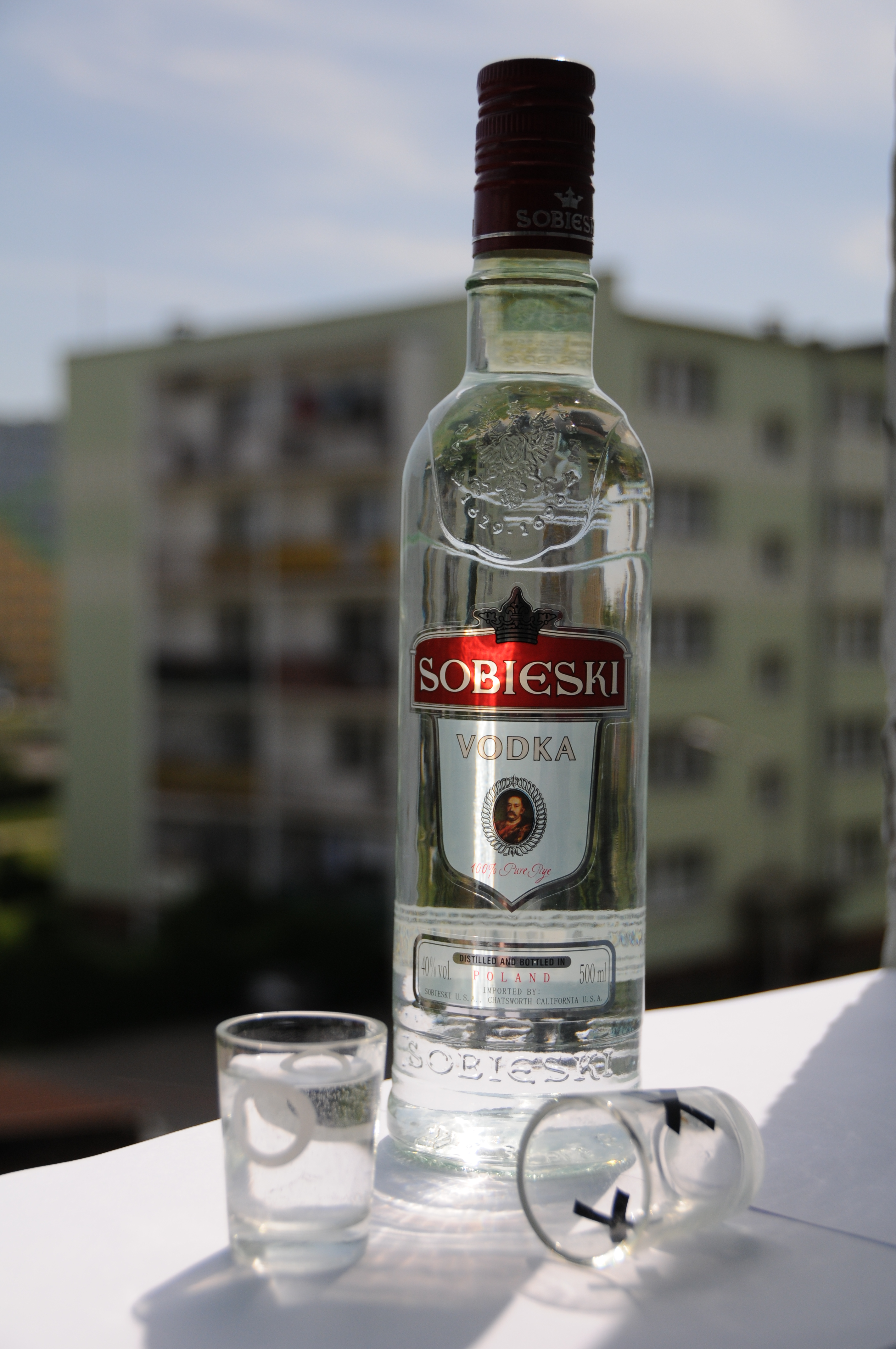
Vodka Sobieski với độ cồn 40%.

Sobieski là một thương hiệu vodka của Ba Lan. Loại vodka này thuộc sở hữu của nhà sản xuất Marie Brizard Wine &amp; Spirits.
Sobieski được đặt theo tên của Jan III Sobieski, một vị vua của Khối thịnh vượng chung Ba Lan-Litva từ năm 1674 đến năm 1696. Vua Jan III Sobieski từng được mệnh danh "Sư tử của Lechistan."
Sobieski là loại vodka lúa mạch đen nguyên chất 100%. Nó được chưng cất ở Ba Lan chỉ với lúa mạch đen (giống Dankowski) và nước. Đồng thời, Sobieski cũng được sản xuất bốn hương vị khác nhau được làm từ nước trái cây, đó là: mâm xôi, chanh vàng, cam và vani. Hai loại rượu mùi làm từ vodka cũng được hãng sản xuất, đó là: Dâu và Caramel.
Công ty Sobieski được H.A. Winkelhausen thành lập vào năm 1846 tại Koniaków, và đến nay đã sản xuất hơn 60 loại rượu. Sau Thế chiến thứ hai, nhà máy chưng cất Koniaków được tái xây dựng và hợp nhất dưới sự độc quyền của nhà nước về sản xuất Vodka. Năm 2003, xưởng sản xuất chuyển đến Starogard Gdański.
Năm 2009, nam diễn viên người Mỹ Bruce Willis đã ký hợp đồng, để trở thành gương mặt đại diện thương hiệu cho Sobieski Vodka với hãng Belvedere SA, để đổi lấy 3,3% quyền sở hữu trong công ty.